# Romanshorneramt

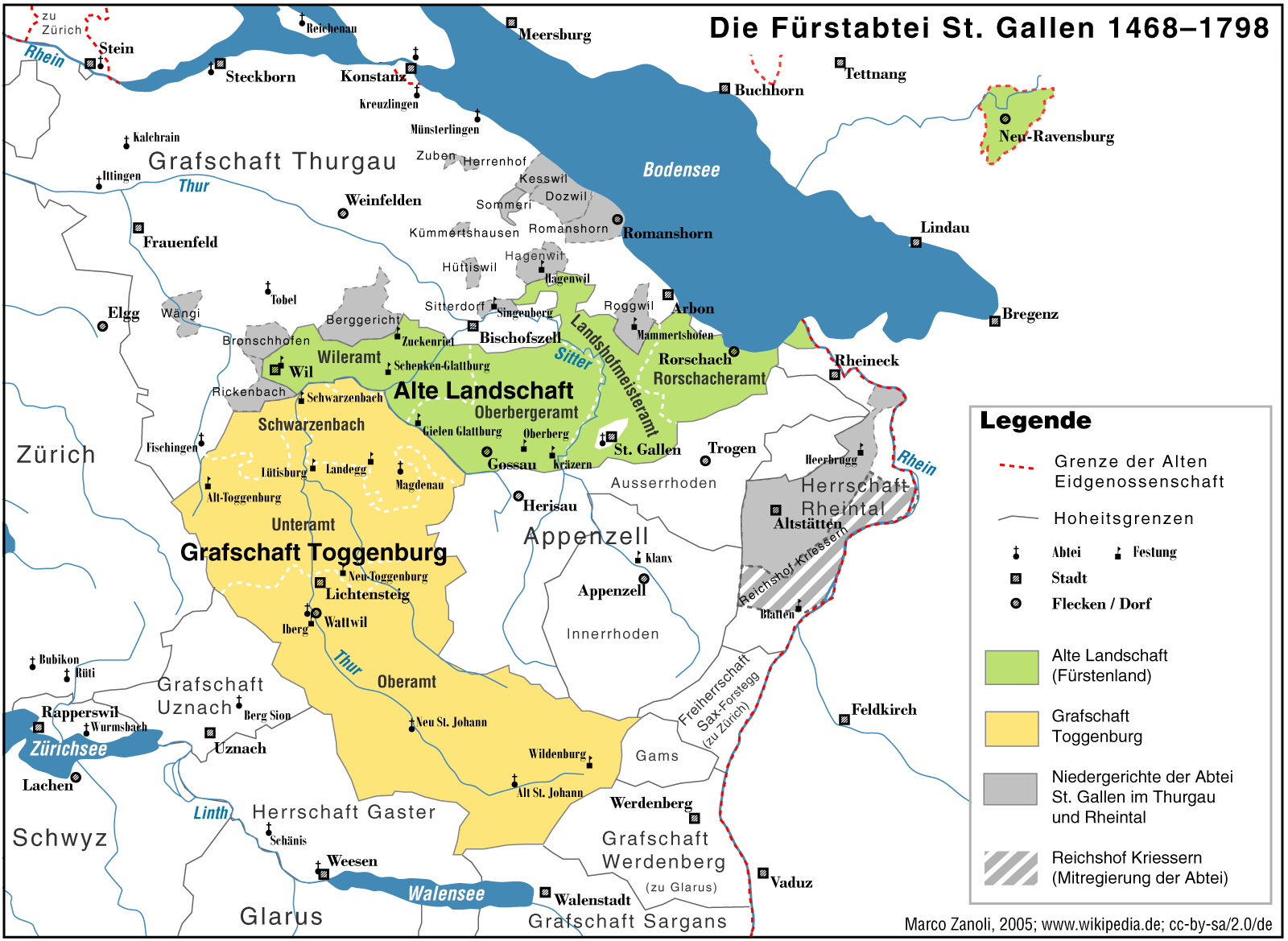
Der St. Galler Klosterstaat 1468–1798

Das Romanshorneramt war bis 1798 ein Amtsbezirk im Oberamt der Alten Landschaft des St. Galler Klosterstaates, in dem ein Teil der thurgauischen Gerichte zusammengefasst war. Es umfasste die fünf Niedergerichte Romanshorn, Kesswil, Dozwil, Herrenhof und Zuben. Zum Gericht Romanshorn gehörte auch Salmsach, wo Abt Ulrich Rösch 1471 Gerichts- und Vogteirechte zurückkaufen konnte. Der Bischof von Konstanz blieb aber dort bis 1748/49 Lehensherr.
In den stiftsanktgallischen Orten im Thurgau war das Kloster in einer anderen rechtlichen Stellung als im sanktgallischen Fürstenland. Die Abtei besass hier nur einzelne Rechte wie das Mannschaftsrecht, Kollaturrechte und die niedere Gerichtsbarkeit, wobei die Rechtsstellung des Abtes nicht in allen thurgauischen Orten gleich war.
Oberste Gerichts- und Appellationsinstanz des Rorschacheramts war das Pfalzgericht. Zusammen mit dem Landshofmeisteramt, dem Oberbergeramt und dem Rorschacheramt bildete das Romanshorneramt das Oberamt der fürstäbtischen Alten Landschaft.